# Drottning Victoria (1917)
Drottning Victoria, officiellt  HM Pansarskepp Drottning Victoria, var ett pansarskepp i svenska Kungliga flottan döpt efter samtida drottningen av Sverige Victoria. Skeppet bildade Sverige-klassen tillsammans med Sverige och Gustaf V. De blev de största pansarskeppen hittills och även de sista. Bestyckningen utgjordes av fyra 28,3 cm kanoner i två dubbeltorn och åtta 15,2 cm kanoner uppställda i ett dubbel- och sex enkeltorn. Med de nya kanonerna och det kraftiga pansaret blev de också de tyngsta och längsta fartygen hittills med sina 7600 ton och 120 meter från för till akter. Det krävdes en besättning på 427 man för att sköta dessa fartyg. När skeppet skrotades flyttades dess dubbla 15,2 cm kanoner till Victoriafortet utanför Vuollerim, som på grund av detta blev uppkallat efter skeppet.
Drottning Victoria sjösattes vid Götaverken den 15 september 1917. Dopet förrättades av drottningen med orden: "I sorgfylld tid — till värn för vår frihet — bjuder jag dig, stolta fartyg, Drottning Victoria glida ut och börja din bana. Beskydde Gud din framtid."

## Andra världskriget
Vintern 1939–1940 var sträng med svår isläggning i Horsfjärdenområdet. I samband med rapporter om de tyska flottrörelserna inför operation Weserübung lät chefen för kustflottan bryta upp en ränna och förflytta Drottning Victoria och en jagargrupp till fritt vatten.

## Skeppshunden Nicke
Ombord på Drottning Victoria fanns under en period skeppshunden Nicke, en strävhårig foxterrier som togs omhand av manskapet. Hunden, som är omtalad på flera ställen i litteraturen om pansarskeppsepoken, hade en specialsydd sjömanskostym och egen tjänstgöringsbok. Av skeppshandlingarna framgår att Nicke mönstrade ombord 1 januari 1940 som 3. klass sjöman med skeppsnummer 900 och att han senare utnämndes till korpral. Befordran till furir följde enligt skeppsorder 31 oktober 1943. Nicke fanns kvar på fartyget åtminstone till augusti 1946.

## Galleri

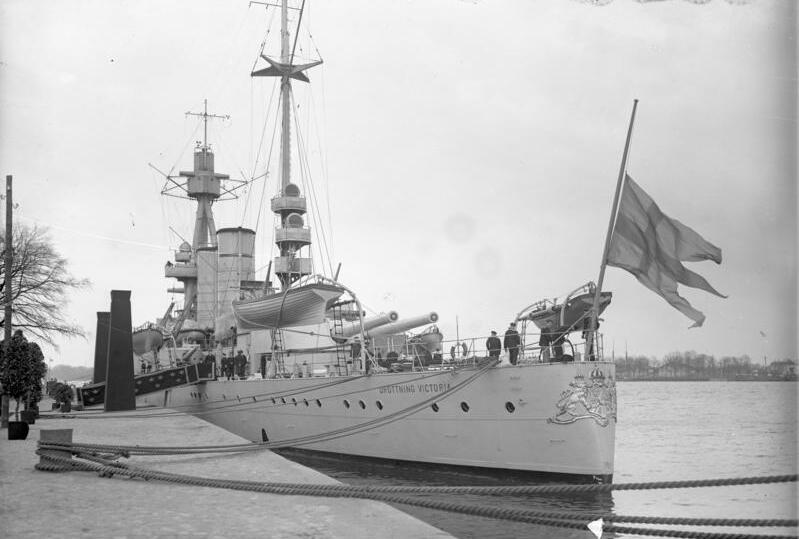
Drottning Victoria ska transportera kvarlevorna av Drottning Victoria av Sverige till Stockholm. Swinemündes hamn, april 1930.
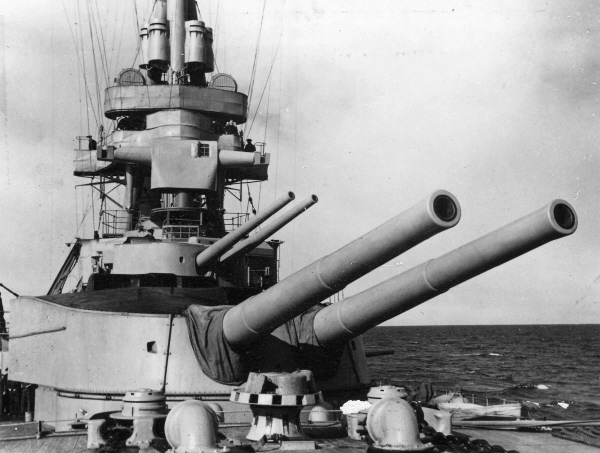
De förliga svåra och medelsvåra kanonerna ombord på Drottning Victoria.
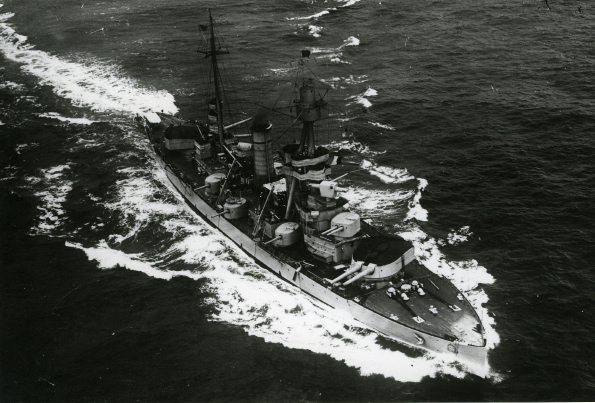
Drottning Victoria med artilleriet redo för eldgivning cirka 1930.
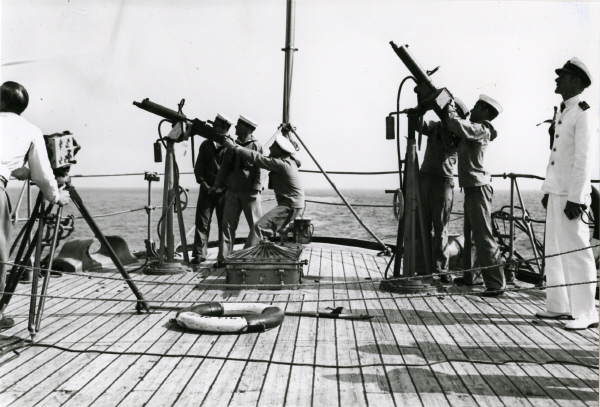
8 mm luftvärnskulsprutor M/36 ombord på Drottning Victoria.
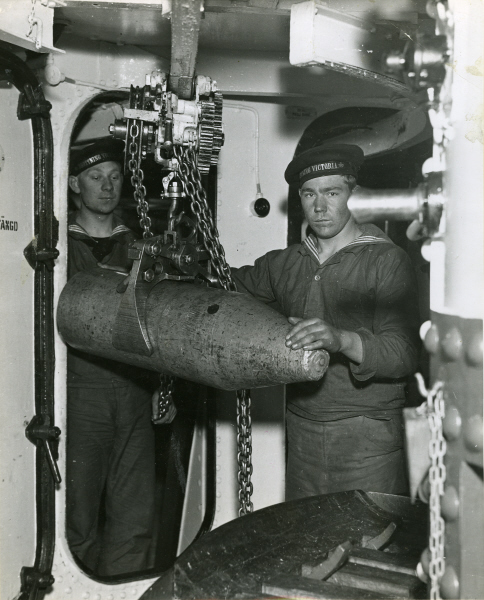
Laddning av en av fartygets 28 cm kanoner.
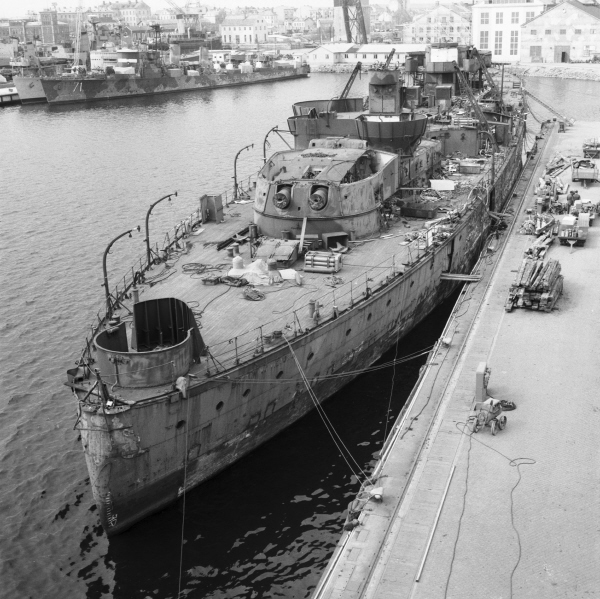
Drottning Victoria skrotas i Karlskrona.